# 月のなみだ
「月のなみだ」（つきのなみだ）は、高垣彩陽の5枚目のシングル。2012年6月13日にミュージックレインから発売された。

## 概要
前作「Meteor Light」から約4ヶ月ぶりのリリースとなる2012年2作目のシングル。表題曲「月のなみだ」とカップリングの「名もない花」は、PSP専用ソフト『十三支演義 〜偃月三国伝〜』のオープニングテーマとエンディングテーマに起用された。「月のなみだ」は『ファイナルファンタジーシリーズ』等で知られる植松伸夫が作曲を手掛けている。
初回限定盤には表題曲のPVを収録したDVDが収録されている。PVは幽閉された女の子と自然の中で気ままに歩く女の子の対比になっており、監督曰く「ちょっぴりアジアンテイストでどこかドレッシー」となっている。ちなみに自由に歩いている女の子が付けている花柄のスカーフは、祖母が大事にしているもので、高垣の提案で衣装に取り入れられた。

## 批評
hotexpressの平賀哲雄は、「オリエンタルな音色、メロディと共に響き渡るJ-POPスタンスでの柔らかい歌声は、日本人であれば愛着を抱く」と評した。

## 収録曲
CD
1. 月のなみだ [4:46]
作詞：岩里祐穂、作曲：植松伸夫、編曲：成田勤
  - PSPゲーム『十三支演義 〜偃月三国伝〜』オープニングテーマ

二胡や笛子が使われている中国的な印象のバラードソングで[3]、歌詞も誰かを守りたいという内容になっている[4]。ちなみに二胡の演奏は高垣が愛聴していたCDで二胡を弾いていたジャー・パンファンが担当している[3][4]。
2. 名もない花 [3:34]
作詞：渡辺マナミ、作曲：仲西匡、編曲：齋藤真也
  - PSPゲーム『十三支演義 〜偃月三国伝〜』エンディングテーマ

高垣曰く「全てを受け止めてくれるような楽曲」であるという[3]。
3. Think of Me [3:34]
作詞：Charles Hart、作曲：Andrew Lloyd Webber、編曲：後藤望友
ミュージックレインのオーディション時に歌った曲。原曲はミュージカル『オペラ座の怪人』の同名曲で、「離れても私を思い出して下さい」という内容になっている[4]。

DVD（初回限定盤のみ）
1. 月のなみだ Music Clip
2. 月のなみだ TV spot（15sec+30sec）

## 収録作品

### アルバム
| 発売日        | アルバムタイトル | 備考                  |
| 月のなみだ    | 月のなみだ       | 月のなみだ            |
| ------------- | ---------------- | --------------------- |
| 2013年4月17日 | relation         | 1stオリジナルアルバム |

### Blu-ray Disc / DVD
| 発売日        | BD/DVD タイトル                                               | 備考                        |
| 月のなみだ    | 月のなみだ                                                    | 月のなみだ                  |
| ------------- | ------------------------------------------------------------- | --------------------------- |
| 2012年6月13日 | 高垣彩陽ファーストコンサートツアー「Memoria×Melodia」         | ソロ1作目のコンサートBD/DVD |
| Think of Me   |                                                               |                             |
| 2013年3月27日 | 〜Sphere’s orbit live tour 2012 FINAL SPECIAL STAGE〜 LIVE BD | スフィア4作目のライブBD/DVD |